# John Ebeling
John Michael Ebeling (Trenton, 2 gennaio 1960) è un ex cestista e dirigente sportivo statunitense naturalizzato italiano dal 1990 per matrimonio.

## Carriera
Uscito dal Florida Southern College, viene selezionato al draft NBA 1982 dai Detroit Pistons (101ª scelta), ma non ha occasione di debuttare in NBA.
Vola quindi in Italia, con un triennio alla Pallacanestro Ferrara che all'epoca disputava il campionato di Serie A2: al primo anno la sua media è di 20,9 punti a partita, mentre nei due anni successivi il rendimento si alza rispettivamente a 27,3 e 27,7. Cifre simili anche nelle due stagioni trascorse a Firenze, quando mette a segno 27,2 e 25,4 punti a gara.
Dopo una breve parentesi alla Libertas Forlì approda in Svizzera con l'ingaggio da parte del S.A.M. Massagno, poi è di scena in Spagna prima con la canotta del Oximesa Granada e poi con quella del Granollers.
Da qui in Serie A gioca con Cantù, Reggio Emilia e Fabriano.
Dal giugno 2011 è il nuovo direttore sportivo della Scavolini Siviglia Pesaro.
Sposatosi con una donna italiana, ha avuto un figlio, Michele, che anch'esso ha intrapreso la carriera cestistica e attualmente è in forza alla Pielle Livorno in Serie B